# Majestic Athletic
 (juillet 2023).
La mise en forme du texte ne suit pas les recommandations de Wikipédia : il faut le « wikifier ».
Les points d'amélioration suivants sont les cas les plus fréquents. Le détail des points à revoir est peut-être précisé sur la page de discussion.
- Les titres sont pré-formatés par le logiciel. Ils ne sont ni en capitales, ni en gras.
- Le texte ne doit pas être écrit en capitales (les noms de famille non plus), ni en gras, ni en italique, ni en « petit »…
- Le gras n'est utilisé que pour surligner le titre de l'article dans l'introduction, une seule fois.
- L'italique est rarement utilisé : mots en langue étrangère, titres d'œuvres, noms de bateaux, etc.
- Les citations ne sont pas en italique mais en corps de texte normal. Elles sont entourées par des guillemets français : « et ».
- Les listes à puces sont à éviter, des paragraphes rédigés étant largement préférés. Les tableaux sont à réserver à la présentation de données structurées (résultats, etc.).
- Les appels de note de bas de page (petits chiffres en exposant, introduits par l'outil «  Source ») sont à placer entre la fin de phrase et le point final[comme ça].
- Les liens internes (vers d'autres articles de Wikipédia) sont à choisir avec parcimonie. Créez des liens vers des articles approfondissant le sujet. Les termes génériques sans rapport avec le sujet sont à éviter, ainsi que les répétitions de liens vers un même terme.
- Les liens externes sont à placer uniquement dans une section « Liens externes », à la fin de l'article. Ces liens sont à choisir avec parcimonie suivant les règles définies. Si un lien sert de source à l'article, son insertion dans le texte est à faire par les notes de bas de page.
- La présentation des références doit suivre les conventions bibliographiques. Il est recommandé d'utiliser les modèles {{Ouvrage}}, {{Chapitre}}, {{Article}}, {{Lien web}} et/ou {{Bibliographie}}. Le mode d'édition visuel peut mettre en forme automatiquement les références.
- Insérer une infobox (cadre d'informations à droite) n'est pas obligatoire pour parachever la mise en page.

Pour une aide détaillée, merci de consulter Aide:Wikification.
Si vous pensez que ces points ont été résolus, vous pouvez retirer ce bandeau et améliorer la mise en forme d'un autre article.
Majestic Athletic est une entreprise américaine spécialisée dans le textile, dont le siège social se situe à Easton, en Pennsylvanie, avec des installations de fabrication également à Easton, en Pennsylvanie. Actuellement, Majestic conçoit, fabrique et commercialise des vêtements décontractés sous licence, tels que des t-shirts, des sweat-shirts à capuche, des pantalons et des casquettes, grâce à ses licences pour plusieurs ligues sportives amateurs et professionnelles aux États-Unis, notamment la NCAA au niveau amateur, et la NFL, la NHL, la NBA et la MLS au niveau professionnel.
Majestic était l'uniforme officiel sur le terrain de la Major League Baseball (MLB) de 2005 jusqu'à décembre 2019, date à laquelle il a été remplacé par Nike. L'entreprise est une filiale du détaillant en ligne Fanatics, Inc., qui l'a acquise auprès de VF Corporation en 2017.

## Histoire

### Histoire ancienne
Majestic Athletic a été fondée en 1976 par Faust Capobianco III. Avant cette période, la famille Capobianco exploitait Maria Rose Fashions. Avec le déplacement de la production de vêtements de mode de la Lehigh Valley vers le sud, l'entreprise a changé son orientation vers les vêtements d'équipes sportives.
En 1982, le maillot d'entraînement de baseball de Majestic a fait ses débuts avec la MLB. Deux ans plus tard, l'entreprise a signé son premier accord de licence nationale avec la MLB. Les premiers vêtements de fans pour la NFL de Majestic ont fait leurs débuts en 1989.

### Histoire récente
En août 2003, Majestic Athletic a remporté un contrat de cinq ans d'une valeur de 500 millions de dollars, commençant en 2005, en tant que "fournisseur exclusif des uniformes, des vestes, des t-shirts, des polaires et des cols roulés pour toutes les 30 équipes de la grande ligue" de la MLB. À l'époque de l'annonce, Majestic fabriquait déjà des maillots officiels pour 15 équipes de la MLB.
En 2004, après 22 ans de production de maillots d'entraînement de baseball et de vêtements de fans de la MLB, Majestic est devenu le seul fournisseur d'uniformes sur le terrain pour toutes les 30 équipes de la MLB. Les uniformes Majestic ont fait leurs débuts sur le terrain lors de la saison 2005.
VF Corporation a acquis Majestic en 2007, et deux ans plus tard, le "VF Licensed Sports Group" a été créé. En mars 2015, Majestic a renouvelé son contrat avec la MLB jusqu'en 2019. En janvier 2016, Majestic a finalisé une prolongation de contrat avec la NFL.
En 2015, Major League Baseball a ajouté le "Majestic Athletic Always Game Award" en tant que troisième catégorie dans les "Players Choice Awards".
Le 5 décembre 2016, il a été annoncé qu'Under Armour remplacerait Majestic en tant que fournisseur officiel d'uniformes sur le terrain de la Major League Baseball, à partir de 2020. Le 18 mai 2017, Major League Baseball a annoncé que le changement vers Under Armour aurait lieu en 2019, un an plus tôt que prévu. Le 25 janvier 2019, Major League Baseball a annoncé que Nike, et non pas Under Armour, remplacerait Majestic en tant que fournisseur officiel d'uniformes sur le terrain pour la ligue à partir de la saison 2020. Majestic a continué à fournir des uniformes jusqu'à la fin de la saison 2019.
Le 17 janvier 2017, le club de la AFL, des Brisbane lions, a annoncé son partenariat avec Majestic, marquant la première collaboration de Majestic dans la AFL.
Le 4 avril 2017, VF Corporation a annoncé qu'elle vendait la partie "Licensed Sports Group" de son activité, qui comprend Majestic, au détaillant de vêtements de sport Fanatics, Inc.